# RCD Espanyol
Reial Club Deportiu Espanyol de Barcelona, oftast skrivet som RCD Espanyol, är en spansk idrottsklubb från Barcelona, Katalonien. Herrfotbollslaget spelar sedan 2024 i La liga
Klubben har genom åren vunnit Copa del Rey fyra gånger (1929, 1940, 2000 och 2006), och har nått final i UEFA-cupen två gånger (1988 och 2007, men förlust i båda). I internationella turneringar ser klubben uruguayanen Walter Pandiani som sin främsta målskytt. Klubben leds sedan 2016 av ordförande Chen Yansheng.  
Klubben har även haft stora framgångar inom ungdoms- (fyra cupsegrar) och damfotboll (sex cupsegrar). Klubben har tidigare varit aktiv i andra sporter än fotboll, t.ex. blev dess damvolleybollag spanska mästare tre gånger (1985, 1988 och 1991) och vann spanska cupen fem gånger (1984, 1985, 1986, 1990 och 1992).

## Historik
Klubben bildades 28 oktober 1900 under namnet Sociedad Española de Foot-ball, vilket baserade sig på att de andra fotbollsklubbarna i Barcelona vid den tiden huvudsakligen hade utländska spelare. Efter flera namnändringar fick klubben 1912 namnet Reial Club Deportivo Espanyol, kung Alfonso XIII "förlänat" en kunglig titel. Stavningen av klubbnamnet var under Francotiden "Real Club Deportivo Español", då det katalanska språket under långa tider var förbjudet. De blå-vita klubbfärgerna härrör från 1910 och syftar på färgerna hos den medeltide katalanske amiralen Roger de Llurias vapensköld.
De första åren spelade klubben på ett stort fält i närheten av Sagrada Família. Från 1923 till säsongen 1996/1997 spelade laget på Sarrià-stadion, i folkmun benämnd 'Can Ràbia' eller 'la Bombonera'. Espanyol var 1929 ett av grundarlagen av den nationella fotbollsligan och stod dessutom för det allra första målet i ligan.
1997 såg sig Espanyol, på grund av stadsbyggnation,[källa behövs] nödgade att sälja Sarrià – och flyttade därefter till Estadi Olímpic Lluís Companys (Barcelonas Olympiastadion), där klubben spelade sina hemmamatcher fram till säsongen 2008/2009, med en genomsnittlig publiksiffra på 22 000 personer.
Planer på en ny klubbägd fotbollsarena lades fram 2002, men bygget kom igång först 2007 och pågick till sommaren 2009 innan den nya Estadi Cornellà-El Prat (med plats för cirka 40 000 åskådare) invigdes. Stadion är belägen i Barcelonas grannkommun Cornellà-El Prat och försågs vid starten med fyra stjärnor i UEFA:s stadionmärkning.

## Spelare

### Truppen
| 1  | Spanien | Andrés Prieto | 17 oktober 1993   | Leganés (-19) |
| 13 | Spanien | Diego López   | 3 november 1981   | Milan (-16)   |
| 25 | Spanien | Oier          | 14 september 1987 | Levante (-20) |

| 2  | Spanien   | Pipa              | 26 januari 1998   | RCD Espanyol          |
| 3  | Spanien   | Adrià Pedrosa     | 2 juni 1998       | RCD Espanyol          |
| 5  | Brasilien | Naldo             | 25 augusti 1988   | Krasnodar (-17)       |
| 16 | Spanien   | Javi López        | 21 januari 1986   | Real Betis B (-06)    |
| 17 | Spanien   | Dídac Vilà        | 9 juni 1989       | AEK Aten (-17)        |
| 18 | Uruguay   | Leandro Cabrera   | 17 juni 1991      | Getafe (-20)          |
| 20 | Colombia  | Bernardo Espinosa | 11 juli 1989      | Girona (-19)          |
| 24 | Spanien   | Fernando Calero   | 14 september 1995 | Real Valladolid (-19) |
| 34 | Spanien   | Víctor Gómez      | 1 april 2000      | CF Damm (-15)         |
| —  | Frankrike | Sébastien Corchia | 1 november 1990   | Sevilla (-19)         |

| 4  | Spanien | Víctor Sánchez  | 8 september 1987 | Neuchâtel Xamax (-12) |
| 8  | Spanien | Ander Iturraspe | 8 mars 1989      | Athletic Bilbao (-19) |
| 10 | Spanien | Sergi Darder    | 22 december 1993 | Lyon (-18)            |
| 14 | Spanien | Oscar Melendo   | 23 augusti 1997  | RCD Espanyol          |
| 15 | Spanien | David López     | 9 oktober 1989   | Napoli (-16)          |
| 21 | Spanien | Marc Roca       | 26 november 1996 | RCD Espanyol          |
| 23 | Spanien | Adri Embarba    | 7 maj 1992       | Rayo Vallecano (-20)  |
| 26 | Spanien | Pol Lozano      | 6 oktober 1999   | RCD Espanyol          |

| 7  | Kina      | Wu Lei           | 19 november 1991  | Shanghai SIPG (-19)       |
| 9  | Argentina | Facundo Ferreyra | 14 mars 1991      | Benfica (-19)             |
| 11 | Spanien   | Raúl de Tomás    | 17 oktober 1994   | Benfica (-20)             |
| 12 | Argentina | Jonathan Calleri | 23 september 1993 | Deportivo Maldonado (-19) |
| 22 | Argentina | Matías Vargas    | 8 maj 1997        | Vélez Sarsfield (-19)     |
| 31 | Spanien   | Víctor Campuzano | 31 maj 1997       | Real Madrid B (-18)       |

### Out on loan
| Nr | Land    | Pos | Namn                                           |
| -- | ------- | --- | ---------------------------------------------- |
| 6  | Spanien | F   | Lluís López (i Tenerife till 30 juni 2020)     |
| —  | Spanien | MF  | Álex López (i Lugo till 30 juni 2020)          |
| —  | Spanien | A   | Javi Puado (i Real Zaragoza till 30 juni 2020) |

### Pensionerade nummer
21 –  Daniel Jarque, Försvarare, 2002–2009

## Meriter[6]

### Herrfotboll
Spanien
- Macaiacupen (Copa Macaia) – 1902/1903
- Copa del Rey
  - 1929: RCDE–Real Madrid CF 2–1
  - 1940: RCDE–Real Madrid CF 3–2
  - 2000: RCDE–Atlético Madrid 2–1
  - 2006: RCDE–Real Zaragoza 4–1

Internationellt
- UEFA-cupen (finalförluster)
  - 1988: Bayer Leverkusen–RCDE 3–3
  - 2007: Sevilla FC–RCDE 2–2

### Ungdomsfotboll
- Copa del Rey
  - 2000/2001: RCDE–Real Madrid 2–1
  - 2002/2003: RCDE–Real Mallorca 3–1
  - 2003/2004: RCDE–Osasuna 3–2
  - 2011/2012: RCDE–Málaga CF 1–0

### Damfotboll
- Copa de la Reina
  - 1996: RCDE–CD Oroquieta Villaverde 3–0
  - 1997: RCDE–Club Atlético Málaga 4–2
  - 2006: RCDE–Lagunak 2–2
  - 2009: RCDE–Prainsa 5–1
  - 2010: RCDE–Rayo Vallecano 3–1
  - 2012: RCDE–Athletic Bilbao 2–1

### Fotnoter
1. ↑  Enligt det spanska föreningsregistret är klubbnamnet Real Club Deportivo Espanyol de Barcelona, S. A. D, men den parallella katalanska namnformen med Reial och Deportiu används av klubben själv[1] och är lokalt registrerad i Katalonien.